# Lojalist (amerikanska frihetskriget)

Unionsflaggan 1707 är en symbol för de lojalister som flydde till Brittiska Nordamerika (nuvarande Kanada) och för deras efterkommande.

Lojalist är benämningen på de kolonister som förhöll sig lojala gentemot monarkin och Storbritannien före och under det amerikanska frihetskriget. 

## Terminologi
Före frihetskrigets utbrott kallades de som i ord och handling verkade för de Tretton koloniernas privilegier och rättigheter gentemot kronan och parlamentet för whigs, vilket egentligen var ett brittiskt partinamn. Namnet användes därför att whigpartiet i mångt och mycket stod på kolonisternas sida. Det blev därför naturligt att kalla de amerikaner som stod på kronans och parlamentets sida för tories. Det var en benämning som deras motståndare kom att använda under hela kriget. Själva kallade de sig dock lojalister; de var lojala mot kronan, parlamentet och den brittiska konstitutionen gentemot vad de kallade rebellerna, dvs patrioterna. 

## Förankring

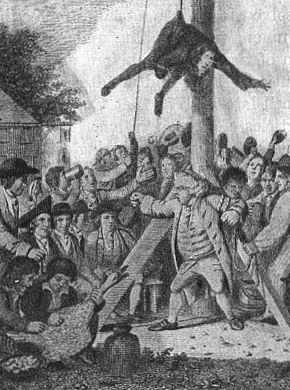
Förföljelse av lojalister.

Lojalisterna stödde Storbritannien av många olika orsaker och var förankrad bland många olika grupper i de Tretton kolonierna. Många kände en personlig lojalitet mot den brittiska kronan, medan andra fruktade att revolutionen skulle medföra kaos. Många menade att whigs hade rätt i sin kamp för koloniernas rättigheter, men ansåg att en fredlig lösning var möjlig. Guvernörer, domare och andra kungliga ämbetsmän var nästan alla lojala därför att de var beroende av inkomsterna från sina ämbeten. Många, men inte alla, anglikanska präster var också lojalister. Köpmännen tog ofta ställning beroende på om man gynnats eller missgynnats av det merkantilistiska regelverket. Plantagägarna valde inte sällan sida beroende på om man var gynnad av brittiskt produktionsstöd eller om man var skuldsatt i London. Inom eliten tog man ofta ställning efter personliga motsättningar. Om en personlig motståndare valde en sida, valde man den andra för att legitimera fortsatta fejder. Bland perifera och underordade grupper, som kände sig hotade och i behov av utomstående försvarare, fanns det också starka lojalistiska stämningar. Det handlade om nya invandrare som inte var riktigt integrerade i det amerikanska samhället, språkliga och religiösa minoriteter samt inte minst afro-amerikaner och indianer. I glesbygderna i New York och i South- och North Carolina fanns det starka lojalistiska element, som vände sig mot de stora jordägarna.   

## Krigsdeltagande

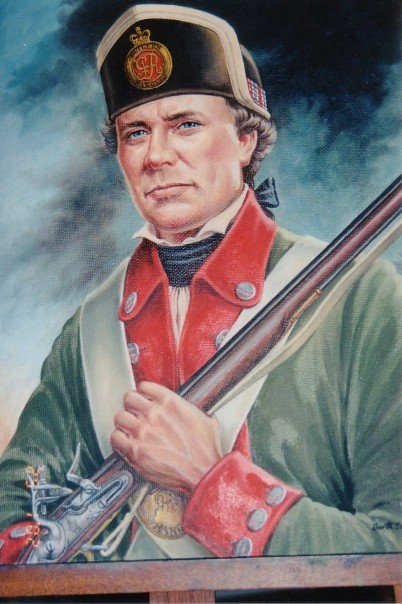
Soldat vid Butler’s Rangers, ett lojalistiskt jägarregemente.

Under krigets tre första år trodde den brittiska regeringen att lojalisterna utgjorde en majoritet av befolkningen och att revolutionen var ett resultat av en missnöjd minoritets aktioner. Trots detta lyckades man inte på ett verkningsfullt sätt organisera lojalisterna för den brittiska saken. Efter Leхington och Concord organiserades Loyalist Associations (lojalistiska associationer) i nästan alla kolonier. Med dessa som utgångspunkt bildades lojalistiska militärkårer som med vapen i hand stred för kronan och parlamentet. Men det dröjde länge innan dessa organiserades i effektiva förband och när stora brittiska truppstyrkor anlände under sommaren 1776 sköts de alltmer i bakgrunden. När regeringen 1777 bestämde sig för att satsa på en starkare militär insats från lojalisternas sida, möttes den av tveksamhet och rekryteringen till de lojalistiska förbanden blev aldrig vad man hoppades på. Ändå stred 19 000 lojalister i dessa förband tillsammans med flera tusen indianer under eget befäl. Den brittiska strategin från 1778 var trots allt grundad på att lojalisternas medverkan var nödvändig för att återupprätta kronans och parlamentets myndighet över kolonierna. 
I glesbygderna i Pennsylvania, New York, Syd- och Nordcarolina var lojalisterna så starka och välorganiserade att frihetskriget där fick karaktär av inbördeskrig. I Virginia krossades lojalisternas motstånd nästan omgående och i Syd- och Nordcarolina tog revolutionärerna först makten, men möttes senare med lojalistiska uppror. I New York fanns starka lojalistiska element inte bara i glesbygderna utan även i själva staden och den omgivande landsbygden. Provinsen New York lämnade omkring 15 000 rekryter till den reguljära brittiska armén och omkring 8 000 till lojalistiska förband; "New York gav fler rekryter till Georg III än till George Washington." 

## Lojalisternas öde

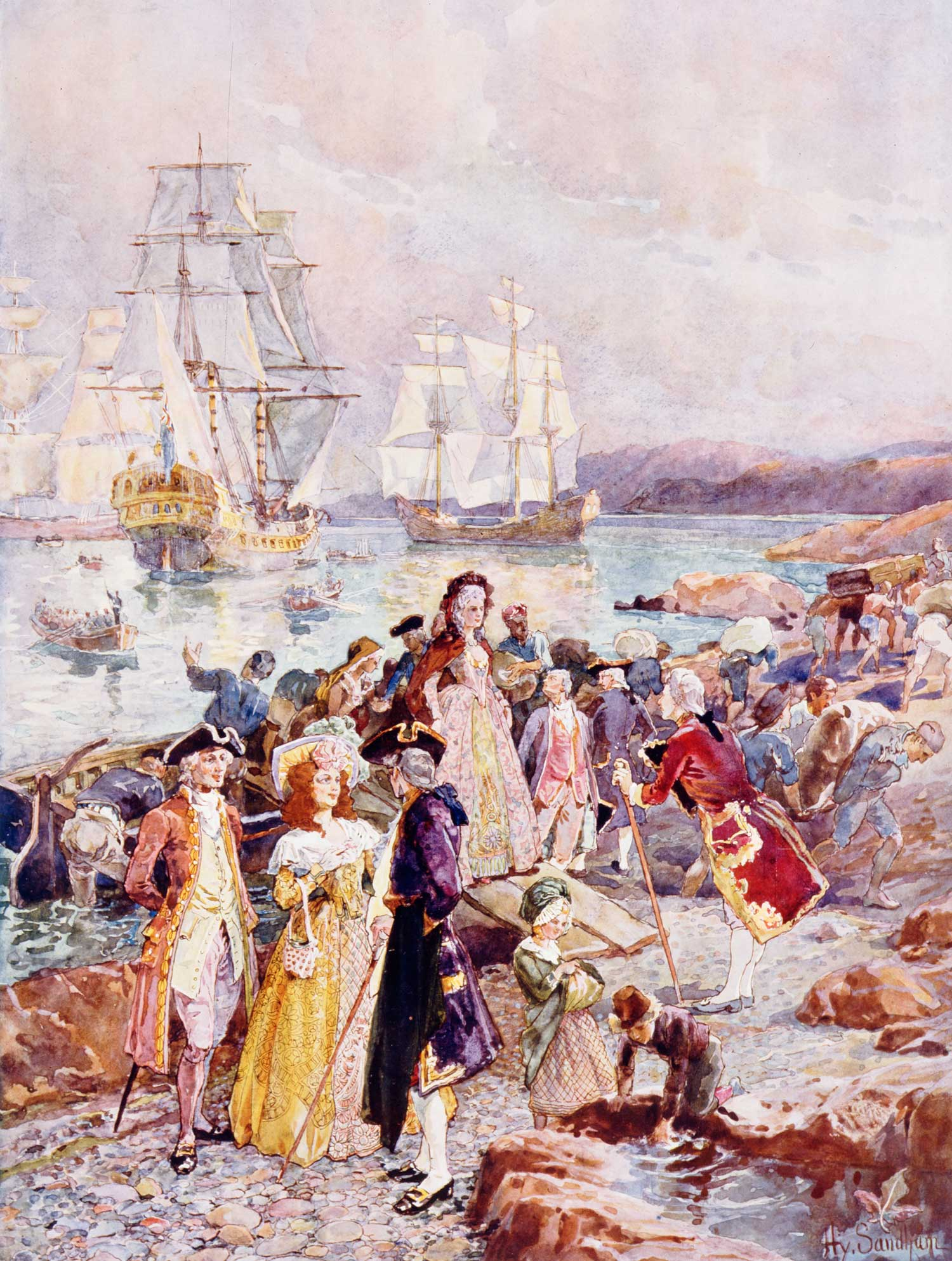
Landsflyktiga lojalister anländer till New Brunswick 1784.

Etthundratusen människor, eller tre procent av de Tretton koloniernas befolkning, utvandrade efter kriget som lojalistiska flyktingar. Förföljelserna av lojalisterna började redan innan frihetskriget genom våldshandlingar ledda av Samuel Adams och andra och fortsatte under frihetskriget. Trohetseder avkrävdes av den nya revolutionära regimen och lojalisternas egendom konfiskerades. Den brittiska regeringen gav efter kriget över tre miljoner pund i kompensation till lojalister som flytt.  (Vilket motsvarar över 22 miljarder pund i 2013 års penningvärde.) Hälften av de som flydde utvandrade till Kanada. De flesta var varken särskilt välbeställda eller hade särskilt hög social status. De var jordbrukare och av ett mycket blandat ursprung; många var nya invandrare. Vita lojalister förde med sig afrikanska slavar, men fria afro-amerikaner och förrymda slavar som kämpat i de lojalistiska förbanden flydde också. Nästan tvåtusen indianska allierade, framförallt irokeser slog sig ned i Kanada. Det moderna Kanada har ärvt mycket från lojalisterna, bland annat en viss konservatism, monarkism, en förkärlek för långsamma politiska förändringar och tendenser till ett pluralistiskt och heterogent samhälle. 